# فهرست مترجمان آثار علمی-تخیلی به فارسی
آثار علمی-تخیلی از گذشته در ایران تحت نامهای مختلف از جمله تخیلی، داستان‌های علمی، خیال‌پردازی علمی و علمی-تخیلی ترجمه شده و به چاپ رسیده‌اند. 

## فهرست مترجمان
- هوشنگ غیاثی نژاد، آثار آسیموف و آرتور سی. کلارک
- محمد قصاع، آثار آسیموف و آرتور سی. کلارک
- عبدالله نورایی، مترجم برخی آثار رابرت آنسون هاین‌لاین
- پیمان اسماعیلیان، مترجم کتاب‌های مجموعه بنیاد
- حمید سعیدیان، مترجم دنیای قشنگ نو
- محمود مصاحب
- سروش وطن‌دوست (پایان طفولیت کار آرتور سی کلارک)
- حسین شهرابی (آخرین شب جهان کار ری بردبری)
- محمدرضا باطنی (آیا آدم مصنوعی‌ها خواب گوسفند برقی می‌بینند؟)
- فرزاد فربد (راهنمای مسافران مجانی کهکشان)
- محمدرضا تقوی فرد، مترجم مردی که یکصد بچه داشت